# Grzybnica, Hạt Koszalin
Grzybnica [ɡʐɨbˈnit͡sa] (tiếng Đức: Alt Griebnitz) là một ngôi làng thuộc khu hành chính của Gmina Manowo, thuộc quận Koszalin, West Pomeranian Voivodeship, ở phía tây bắc Ba Lan. Nó nằm khoảng 15 kilômét (9 mi) về phía đông nam Manowo, 23 km (14 mi) về phía đông nam Koszalin và 142 km (88 mi) về phía đông bắc của thủ đô khu vực Szczecin.
Ngôi làng có dân số 190 người.